# Katie Scalamandre
Katie Scalamandre is een Amerikaanse backgammonspeelster. Ze won in 2000 het wereldkampioenschap backgammon dat dat jaar in Monte Carlo werd gehouden. Hiermee versloeg ze een veld van 267 spelers. Met een score van 25-20 versloeg ze de Deen Thomas Holm  na 30 partijen spelen. Ze was hiermee na Carol Crawford (1973) en Lee Genud (1981) de derde vrouw die deze prestigieuze titel veroverde.